# Holissus unciger
Holissus unciger is een spinnensoort in de taxonomische indeling van de celspinnen (Dysderidae).
Het dier behoort als enige soort tot het geslacht Holissus. De wetenschappelijke naam van de soort werd voor het eerst geldig gepubliceerd in 1882 door Eugène Simon.